# Raffaele Trevisani
Raffaele Trevisani (Milano, 1955) è un flautista italiano.

## Biografia
Ha studiato con James Galway che lo ha apprezzato «...per la bellezza del suono, la tecnica perfetta e la dedizione all'arte della musica». 
Ha ricevuto unanimi apprezzamenti anche da Jean Pierre Rampal, Maxence Larrieu e Julius Baker. 
Si è diplomato al Conservatorio Giuseppe Verdi di Milano e ha collaborato poi per 4 anni con l'orchestra del Teatro alla Scala prima di scegliere di dedicarsi completamente alla carriera da solista.
Ha suonato in tutto il mondo e si è esibito in alcune delle principali sale e stagioni, oltre che d'Italia e d'Europa, di Stati Uniti, Canada, Sud America, Giappone, Sud Africa e Russia e Sud Africa.
Ha eseguito in anteprima composizioni di Carlo Galante, Alberto Colla e Stephen Yip. 
Ha suonato e tenuto masterclass nei più prestigiosi festival flautistici del mondo e ha registrato per la RAI italiana, la BBC, la SDR tedesca, la Televisione Russa, la NHK giapponese, la Televisione Brasiliana e Israeliana ed ha effettuato special per Globo Brasilian Television e per la RAI Corporation Television di New York.
Ha suonato in duo con James Galway e Maxence Larrieu per la televisione italiana.
Ha inciso per Stradivarius, Hanssler Classic, AS Disc, la rivista musicale italiana Amadeus e l'etichetta americana Delos International.
Svolge anche attività didattica presso l'Accademia Internazionale della Musica della Fondazione Civiche Scuole di Milano.

## Discografia
- Carl Philipp Emanuel Bach, Flute concertos,  Delos 3312
- Albinoni - Pergolesi - Tartini - Vivaldi - Galuppi - Boccherini, Flute concertos,  Delos 3332
- W. A. Mozart, Flute concertos, Hanssler Classic 91.104
- Saverio Mercadante, Tre Concerti per flauto e orchestra,  Delos 3372
- Donizetti - de Sarasate - Bohe -Massenet - Doppler - Borne - Bazzini, The Virtuoso Flute,  Delos 3340
- Dvorak - Franck - Prokofiev, Flute and piano sonatas,  Datum 80011
- La musica degli animali, RTCD 001
- W.A. Mozart, Mozart Sonatas,  Delos 3367
- Rota - Laubert - Damase - Harty - Shaposchnicov, Fantasy,  STR 80021
- J.S. Bach Trio Sonatas - Sonata BWV 1038, Sonata BWV 1039, Sonata BWV 1079, Sonata BWV 1032, Canon Perpetuus BWV 1079 N.9, Delos 3391